# Herb gminy Grudziądz
Herb gminy Grudziądz – jeden z symboli gminy Grudziądz.

## Wygląd i symbolika
Herb przedstawia na tarczy trójdzielnej (w kształcie odwróconej litery T) w polu dolnym na złotym tle postać czerwonego lisa, a pod nim dwie niebieskie linie faliste, natomiast w górnych polach na niebieskim tle: z lewej (heraldycznie) strony złotą flancę (sadzonkę tytoniu), a z prawej – złote drzewo (sosnę). 